# サラ・バートマン

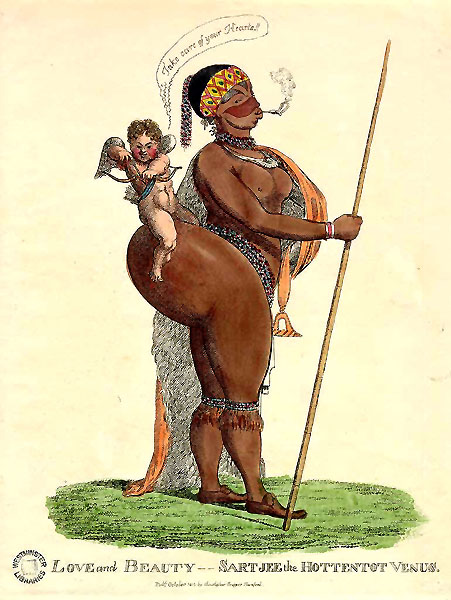
ヨーロッパで描かれたサーキ・バートマンの絵

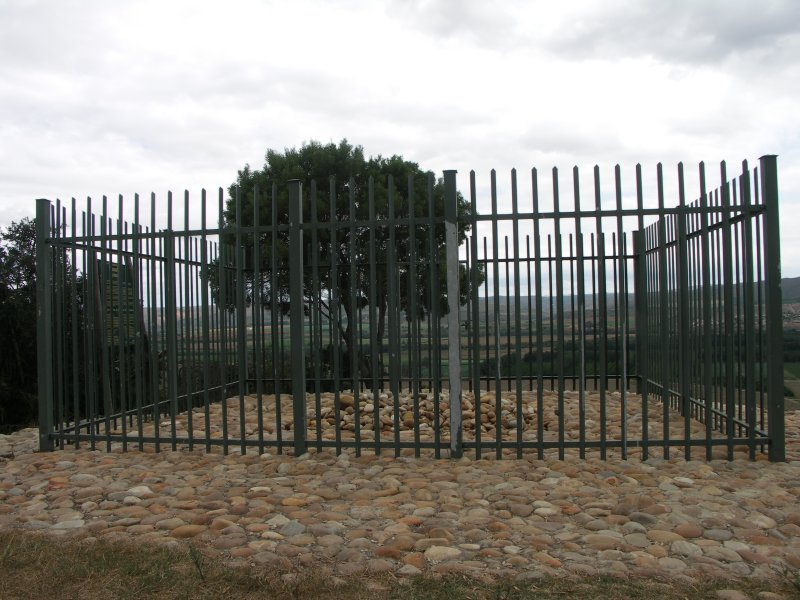
バートマンの墓

サラ・バートマン（英語ではSarah（サラ）、アフリカーンス語ではSaartjie（サーキ）・バートマン（Baartman））、（1770年代 - 1815年12月29日）は、南部アフリカ（現・南アフリカ共和国）出身の女性。
ホッテントット・ヴィーナスと呼ばれた。「ホッテントット」はコイコイ人の旧称であり、現在では差別用語とされる。「ヴィーナス」は古代ローマ時代の女神の名前。

## 生涯
現在の東ケープ州にあたる地域にコイサンの家庭に生まれた。ケープタウン近郊に住むオランダ人農場主の奴隷だったとき、渡英したら金持ちになれるという話を持ちかけられて、船に乗る。イギリス本国に連れて行かれたバートマンは、臀部の大きい身体的特徴ゆえに大道芸人として見世物にされた。その後、フランスのパリに移送され死去。死因は天然痘といわれている。医師ジョルジュ・キュヴィエの医学的関心の対象になり、遺体は解剖された。
解剖された遺体は、ホルマリンの液浸標本にされ、性器と脳の標本が1974年までパリの人類博物館に展示されていた。1975年からルーアン市の自然史博物館に移されたが、1994年に当時の南アフリカ大統領ネルソン・マンデラがフランス政府に返還を要請し、2002年に返還、故郷のGamtoos Valleyに埋葬された。
19世紀初頭、ヨーロッパ男性の黒人女性に対するセクシュアリティのシンボルとされた事実を、歴史的に検証する研究が相次いでいる。
2018年、ケープタウン大学のMemorial HallがSarah Baartman Hall（サラ・バートマンホール）に改名されることが決まった。

## 男女同権主義者の受容

### 伝来のサラ・バートマンの図解と男女同権主義者の現代美術
伝来のバートマンの図解を批判する多くのアフリカ系の女性画家が散発的にいた。現代の男女同権主義者の研究によれば、バートマンの伝来の図解や歴史的な説明図は、歴史の至る所の美術における黒人の女達の体の観念形態的表現を明らかにするのに有効である。そのような研究は、黒人女性の体の伝来の図解が19世紀においていかにして制度的で科学的に定義されたかを評価する。

### メディア表現と男女同権主義の批判
2014年11月に、Paper Magazineは、キム・カーダシアンがシャンパングラスを彼女の幅広な尻の上で倒れないよう立てる様なものとして描く、表紙を出版した。「黒人女性の肉体の搾取と 物神崇拝」の是認に対して、その表紙は多くの批判を受けた。19世紀の間にバートマンが「ホッテントット・ビーナス」として表現されたその方法と同じ事は多くの批判と論評を刺激した。